# پوران جین چی
پوران جین چی (زادهٔ ۱۳۳۷ خورشیدی در مشهد) هنرمندی ایرانی و مقیم نیویورک است. او برای آثار انتزاعی‌اش که بر اساس خوشنویسی و نقاشیخط خلق شده‌اند، شناخته‌شده است.

## زندگی‌نامه
پوران جین چی در سال ۱۳۳۷ در مشهد به دنیا آمد. در سال ۱۳۶۱ مدرک کارشناسی مهندسی عمران را از دانشگاه دانشگاه جرج واشینگتن کسب کرد. او که در مشهد آموزش خوشنویسی دیده بود، در سال ۱۳۶۸ تحصیلات خود را در زمینه مجسمه‌سازی و نقاشی در دانشگاه دانشگاه کالیفرنیا، لس‌آنجلس ادامه داد، و در سال ۱۳۷۲ موفق به کسب مدرک نقاشی کارگاهی از مدرسه اتحادیه دانشجویان هنر نیویورک شد.
جین چی در آثارش اغلب از ترکیبی از خوشنویسی و اکسپرسیونیسم انتزاعی که با هندسه اسلامی، سنت‌های ایرانی و زیبایی‌شناسی معاصر با تغزل منحصر به فردی درهم آمیخته استفاده می‌کند. آثار خوشنویسی او به زبان فارسی است اما آنقدر آن‌ها را واسازی می‌کند که درکش حتی برای فارسی‌زبانان نیز آسان نیست.
جین چی آثارش را به صورت گسترده به نمایش می‌گذارد و تا کنون هشت نمایشگاه انفرادی تنها در نیویورک برپا کرده است. او در سال‌های اخیر یک نمایشگاه دو نفره در نمایشگاه هنر فریز در لندن (۲۰۱۱) و چند نمایشگاه انفرادی در نیویورک (۲۰۰۸٬۲۰۱۱٬۲۰۱۲) و دوبی (۲۰۱۰) برگزار کرده‌است.
آثار او همچنین به طور گسترده‌ای در موزه هنرهای آسیایی سانفرانسیسکو، موزه هنر هربرت اف. جانسون، موزه هنرهای زیبای هیوستون، موزه بروکلین و موزه هنرهای کوئینز به نمایش گذاشته شده‌اند.